# ヨハンネス・レキュヒナー
ヨハンネス・レキュヒナー（Johannes Lecküchner, およそ1430年代 – 1482年12月31日）は15世紀ドイツ、ニュルンベルクの聖職者で、剣士であったとも考えられている。1455年にライプツィヒ大学に学籍登録し、2年後の1457年9月17日にバカラリウスの学位を取得した。1459年9月22日にバンベルクで侍祭として叙階された。1478年6月30日にハイデルベルク大学に学籍登録した際には、すでに司祭の資格を持っていた。その後、1480年から死去する1482年12月31日までヘルツォーゲンアウラハで教区司祭を務めた。
レキュヒナーの手になるものと考えられているグロスメッサ―（großes Messer、ドイツ語で大型ナイフ）のための武術書が2冊、今日まで伝えられている。『Cod. Pal. Germ. 430』（ハイデルベルク、1478年）および『Cgm. 582』（ミュンヘン、1482年1月19日）である。前者は後者のための草稿であり、『Cgm 582』のみが挿絵入りである。レキュヒナーは同書を選帝侯プファルツ伯フィリップに捧げたが、直接献上することはできなかったようで、後の1579年8月24日に教区監督ヨーハン・テッテルバハによってプファルツ＝ノイブルク公フィリップ・ルートヴィヒ（1547-1614）へと献じられた。
手稿『Cgm 582』は、216葉から成り、添えられた415の挿図とともに大型ナイフによる剣術を説明している。19世紀の学者のなかには、レキュヒナーの名前がヨハンネス・リヒテナウアーの崩れた形であるとし、二人が同一人物であると考えた者もいた。しかし、文書館で得られる情報や手稿の奥付から、レキュヒナーが別人であることは明らかである。とはいえ、レキュヒナーの体系は一世紀近く前のリヒテナウアーの教えにまで遡るかも知れない。リヒテナウアーはその長剣術がナイフ術から直接引き出されるものであることを強調しているのである（手稿『3227a』82葉表）。